# Річард Меєр
Річард Меєр (англ. Richard Meier, * 12 жовтня 1934) — відомий американський архітектор. Прихильник раціоналістичної архітектури, творить в авангардному та модерному стилях, широко застосовує білі барви. Наймолодший лауреат Прітцкерівської премії за 1984 рік. 

## Біографія
Народився 12 жовтня 1934 в американському місті Ньюарк, штат Нью-Джерсі. 
Навчався в Корнельському університеті, закінчив у 1957 році зі ступенем бакалавр архітектури. Нетривалий час у 1959 році працював в архітектурному бюро Skidmore, Owings and Merrill, пізніше впродовж трьох років працював на компанію Марселя Броєра.
В 1963 році почав власну справу, заснувавши архітектурну фірму «Річард Меєр і партнери» (англ. Richard Meier & Partners) в Нью-Йорку.  В 1967 році його роботи разом з роботами низки модерних архітекторів виставлялися в Музеї сучасного мистецтва, згодом після виходу книги про них в 1972 році цих архітекторів почали ідентифікувати як «Нью-Йоркську п'ятірку».
Поселився в Каліфорнії, працював над Гетті центром. Річард Меєр стрімко став популярним, почав задавати тон в архітектурі, та став культовим архітектором.
У 1984 році, в сорока дев'ятирічному віці став наймолодшим лауреатом Прітцкерівської премії, яку порівнюють із нобелівською для архітектури. 
Його компанія «Річард Меєр і партнери архітектори», маючи два офіси в Нью-Йорку та Лос-Анджелесі будує по всьому світу: в Північній Америці, в Європі та Азії. 

## Стиль
Більшість робіт Річарда Меєра створенні під впливом віянь середини XX століття, особливо простежуються риси Ле Корбюзьє,  зокрема Вілла Савой (Пуассі, Франція). Творіння Річарда відносять до модерну та авангарду з елементами романтизму і водночас пуризму. Його будівлям притаманні сильні форми порядку та чіткості, що протистоять хаосу штучного довкілля.

## Роботи Меєра
| Будівля                              | Оригінальна назва                           | Місто, регіон                   | Держава         | Роки    |  |
| ------------------------------------ | ------------------------------------------- | ------------------------------- | --------------- | ------- |  |
| Мистецька спілка Вестбетс            | англ. Westbeth Artists Community            | Мангетен, Нью-Йорк              | США             | 1970    |  |
| Смітс Хауз                           | англ. Smith House                           | Даріен, Коннектикут             | США             | 1965/67 |  |
| Дуґлас Хауз                          | англ. Douglas House                         | Харбор Спрінгс, Мічиган         | США             | 1973    |  |
| Атенеум                              | англ. The Atheneum                          | Нью-Гармоні, Індіана            | США             | 1979    |  |
| Музей видатного мистецтва            | англ. High Museum of Art                    | Атланта, Джорджія               | США             | 1983    |  |
| Міська ратуша                        | нім. Stadthaus Ulm                          | Ульм, Баден-Вюртемберг          | Німеччина       | 1994    |  |
| Музей сучасного мистецтва            | кат. Museu d'Art Contemporani               | Барселона, Каталонія            | Іспанія         | 1995    |  |
| Единбурзький парк                    | англ. Edinburgh Park                        | Единбург, Шотландія             | Велика Британія | 1995    |  |
| Гетті центр в тому числі Музей Гетті | англ. Getty Center                          | Лос-Анджелес, Каліфорнія        | США             | 1997    |  |
| Медичний центр Камден                | англ. Camden Medical Centre                 | Центральний регіон, Сингапур    | Сінгапур        | 1998    |  |
| Будинки 173/176 на Перрі стріт       | англ. 173/176 Perry Street                  | Мангетен, Нью-Йорк              | США             | 1999/02 |  |
| Судовий будинок Сандри О'Коннер      | англ. Sandra O'Connor Courthouse            | Фінікс, Аризона                 | США             | 2000    |  |
| Головний магазин P&C                 | нім. Peek & Cloppenburg                     | Дюссельдорф, Пн. Рейн-Вестфалія | Німеччина       | 2001    |  |
| Ювілейна церква                      | італ. Dio Padre Misericordioso              | Рим, Лаціо                      | Італія          | 2003    |  |
| Музей Фрьодер Бурда                  | нім. Museum Frieder Burda                   | Баден-Баден, Баден-Вюртемберг   | Німеччина       | 2004    |  |
| Вівтар миру                          | лат. Ara Pacis Augustae                     | Рим, Лаціо                      | Італія          | 2006    |  |
| Сіті Тауер                           | чеськ. City Tower                           | Панкрач, Прага                  | Чехія           | 2004/07 |  |
| Міський хол                          | англ. City Hall                             | Сан-Хосе, Каліфорнія            | США             | 2004/07 |  |
| Конноллі хол Скрентонського у-тету   | англ. Connolly Hall, University of Scranton | Скрентон, Пенсільванія          | США             | 2007    |  |
| Кондоніум на Проспект Парку          | англ. Prospect Park (Brooklyn)              | Бруклін, Нью-Йорк               | США             | 2003/08 |  |